# Fréchet-Aure
Fréchet-Aure település Franciaországban, Hautes-Pyrénées megyében. Lakosainak száma 16 fő (2022. január 1.). Fréchet-Aure Ardengost, Arreau, Jézeau, Pailhac és Beyrède-Jumet-Camous községekkel határos.

## Népesség
A település népességének változása:
| Lakosok száma | 13   | 12   | 12   | 13   | 13   | 14   | 15   | 16   |
|               | 2013 | 2015 | 2017 | 2018 | 2019 | 2020 | 2021 | 2022 |